# رد واین سوپرنوا
«رد واین سوپرنوا» (به انگلیسی: Red Wine Supernova) ترانه‌ای از خواننده-ترانه‌پرداز آمریکایی چپل رون می‌باشد که در ۹ مهٔ سال ۲۰۲۳ به‌عنوان ششمین تک‌آهنگ از نخستین آلبوم استودیویی وی تحت عنوان از عرش تا فرش یک پرنسس غرب میانه منتشر گردید.